# Loi sur le tabac (Allemagne)
Pour les articles homonymes, voir Loi sur le tabac.
Lire en ligne

https://www.gesetze-im-internet.de/lmg_1974/

La loi provisoire sur le tabac (Vorläufiges Tabakgesetz, VTabakG) est une loi fédérale allemande faisant partie du droit pénal dérivé.
Elle était originellement appelée la loi sur les denrées alimentaires et de première nécessité (Lebensmittel- und Bedarfsgegenständegesetz, LBMG), mais elle a été presque entièrement codifiée au Code des denrées alimentaires, de première nécessité et d’alimentation animale (Lebensmittel-, Bedarfsgegenstände- und Futtermittelgesetzbuch, LFGB) par la loi de réorganisation du droit de l’alimentation humaine et animale (Gesetz zur Neuordnung des Lebensmittel- und des Futtermittelrechts) du 7 septembre 2005, et a pris son titre actuel le 1er septembre 2005.
Elle prévoit dans ses articles 51 et 52 les peines encourues pour les infractions au droit fédéral, et dans ses articles 56 et 57 les peines encourues pour les infractions au droit européen. Les interdictions de publicité sont notamment décrites dans ses articles 21 à 22a.